# Польовошпатова сировина Вінницької області
Польовошпатова сировина Вінницької області
Польовошпатова сировина є невід'ємною складовою частиною порцелянових, фаянсових і скляних мас. В Україні вона видобувається в незначних обсягах лише на двох родовищах. Велика частина сировини завозиться. Якісна сировина користується значним попитом також в європейських країнах.
На Вінниччині відомо декілька проявів польового шпату, зокрема поблизу м. Гнівань, побіля села Гранітне та інших. На жаль, вони майже не вивчалися.
Значний інтерес можуть представляти досить поширені на території області масиви апліт-пегматоїдні граніти. Їх окремі відмінності за хімічним складом практично відповідають вимогам чинних вітчизняних стандартів. В окремих місцях ці граніти розроблялися для виробництва щебеню і бутового каменю (Русавське, Вешеольчедаєвське, Райгородське родовища). При їх збагаченні можна отримувати якісну польовошпатову сировину у великих обсягах.
Ще одним джерелом отримання польовошпатової продукції можуть стати відходи збагачення каолінів Глуховецького та інших родовищ, що представляють собою піски, складені з кварцу і польового шпату. Вміст польового шпату на нижніх горизонтах каолінових родовищ близько до вмісту кварцу. Якщо, наприклад, шляхом флотації розділити ці дві складові частини піску, то можна отримати полевошпатного і кварцовий концентрати. При цьому перший концентрат буде найвищої якості, оскільки в цих пісках, на відміну від пегматитового сировини, є тільки калієвий шпат і практично відсутнє залізо та інші шкідливі компоненти.
Третім потенційним джерелом польовошпатової сировини є окремі шари верхньопротерозойських аркозових (польовошпат-кварцових) пісковиків. Найбільш вивчені в цьому плані пісковики ольчедаєвських шарів на Бахтинського родовища, де вони містять також флюорит. Лабораторно-технологічними випробуваннями і техніко-економічними розрахунками доведено доцільність вилучення з пісковиків, крім флюоритового, полевошпатового концентрату. Його ресурси в флюоритових рудах родовища оцінюються в більш ніж 3 млн тонн.